# Nanostruttura
Una nanostruttura o un nanoaggregato (detto anche in inglese cluster) è un sistema costituito da un numero di atomi o molecole che va da qualche unità a qualche migliaia e le cui dimensioni sono dell'ordine del nanometro. Lo studio delle nanostrutture appartiene a una classe di ricerca interdisciplinare che va sotto il nome di nanoscienze e il cui campo di applicazione è rappresentato dalle nanotecnologie.

## Suddivisione delle nanostrutture
Le nanostrutture vengono storicamente suddivise in base al numero di dimensioni caratteristiche che hanno scala più grande di quella nanometrica. Ci sono quindi:
- 0D: strutture zero dimensionali, in questa categoria ricadono ad esempio le nanoparticelle e i fullereni.
- 1D: nanotubi e nanofili, aventi diametro di dimensioni nanometriche e lunghezza di diversi ordini di grandezza più grande.
- 2D: film sottili, con spessore nanometrico ed estensione superficiale molto maggiore.
- 3D: materiali bulk in cui la composizione chimica, la struttura atomica o la dimensione dei blocchi costitutivi variano nell’arco di pochi nanometri. Alcuni esempi sono i vetri, i gel, oppure solidi composti da cristalliti nanometrici.

## Caratteristiche
La principale caratteristica di un materiale nanostrutturato è il fatto di essere progettato e modificato nella sua nanostruttura al fine di ottenere un preciso insieme di prestazioni, generalmente superiori o comunque non assimilabili a quelle esibite dai materiali "convenzionali". Le strutture cristalline di dimensioni inferiori ai 100 nanometri presentano infatti caratteristiche peculiari che è possibile sfruttare, attraverso particolari processi di lavorazione, anche alla macroscala. Attraverso l'uso delle nanotecnologie è possibile creare nuovi materiali funzionali, strumenti e sistemi con straordinarie proprietà derivanti dalla loro struttura molecolare ed implementare qualità e caratteristiche di processi e prodotti esistenti. Alla nanoscala infatti gli oggetti sono in grado di cambiare colore, forma e fase molto più facilmente che alla macroscala, proprietà fondamentali come resistenza meccanica, rapporto tra superficie e massa, conduttività e elasticità possono essere progettate per creare nuove classi di materiali.

## Storia
Lo studio dei nanoaggregati ha inizio negli anni ottanta. Ha come scopo la comprensione del comportamento della materia a livello mesoscopico in quanto costituisce un importante anello di congiunzione tra la materia macroscopica, le cui proprietà sono descritte dalla termodinamica e dalla meccanica statistica, e la materia microscopica (il singolo atomo o molecola).

I nanoaggregati presentano caratteristiche peculiari non riscontrabili nei sistemi macroscopici.
Vediamone alcuni esempi:
- passaggio da legame di van der Waals a legame metallico nei cluster di mercurio;
- passaggio da comportamento paramagnetico a comportamento ferromagnetico che ha totalmente disatteso le precedenti conoscenze sulle proprietà magnetiche di alcuni materiali;
- confine di stato tra liquido e solido che presenta molti aspetti interessanti riguardo ai punti di fusione e sulla natura di fasi metastabili, fasi surriscaldate e sottoraffreddate.